# Pro Missa Tridentina
Pro Missa Tridentina (PMT – Laienvereinigung für den klassischen römischen Ritus in der katholischen Kirche e.V.) ist ein Zusammenschluss katholischer Laien des deutschsprachigen Raums, deren Ziel es ist, die Feier der täglichen heiligen Messe und der anderen Sakramente in der außerordentlichen Form des römischen Ritus (auch tridentinischer Ritus genannt) gemäß dem Motu proprio Summorum Pontificum zu fördern.
Der Verein wurde im Frühjahr 1990 gegründet. Eines der Gründungsmitglieder war Robert Spaemann. Wolfgang Waldstein ist Ehrenvorsitzender der Vereinigung.
Der Verein veröffentlicht zweimal jährlich das Magazin Dominus Vobiscum, das neben Berichten über den Stand ihres Anliegens Beiträge zu Fragen der Liturgie und des Glaubens enthält. Höhepunkt der jährlichen Hauptversammlung ist ein feierliches Hochamt in der außerordentlichen Form des römischen Ritus.
Der Verein arbeitet mit anderen ähnlich orientierten Vereinigungen zusammen, z. B. mit der Una Voce Deutschland und mit Pro Sancta Ecclesia. Der Verein ist Mitglied in der internationalen Föderation der Una Voce.